# Elterich
Elterich (vieux turc : 𐰃𐰠𐱅𐰼𐰾𐰴𐰍𐰣, translittération : Elteris qaɣan), également dit Ashina Qutlugh ou Kutluk, ou Qutlugh, le fortuné, du chinois 阿史那骨笃禄, Ashina Gudulu), Khagan (682-692), fondateur du second empire Turc (Tujue, T’ou-kiue, ou Köktürks) (682-744) 

## Biographie
Fils d'Eldmich Beg, un fils de Illig Qaghan, Khagan des Turcs de 620 à 630, prince du sang originaire des régions de l'Ordos, il retourne dans la steppe de Mongolie. À l'origine à la tête d'une bande de 27 guerriers, puis 70, il lève une véritable armée. Il mène 47 campagnes et remporte vingt victoires, parvenant à faire l'unité de la plupart des peuples turcs : Tokuz Oghuz, Kirghizes, Qouriqan, Tatars, Khitans.
En 682 il est élue Khagan, conseillé dans son entreprise par le seigneur Tonyukuk, Turc originaire du nord du Shanxi, ayant bénéficié d'une éducation chinoise. Dès 682, Elterich lance des attaques contre la Chine des Tang sur le limes du Shanxi. Les razzias recommencent chaque année sur la frontière du Shanxi et du Hebei jusqu'en 687, date à laquelle les Turcs orientaux subissent un premier échec. L'énergique impératrice chinoise Wu Zetian tente de les faire prendre à revers en soutenant contre eux les Turgäch, ou Turgich, tribu turque de l’actuel Sémiretchié, vivant sur le cours inférieur de l’Ili et autour du lac Balkhach, mais leur khan est battu et fait prisonnier et doit accepter la suzeraineté de Qutlugh en 689.
Qutlugh meurt entre août et novembre 691. Il a pour successeur, son frère Mo-tch’o, ou Mo-tcho (transcription chinoise du turc Bâk-tchor), désigné par les inscriptions de l’Orkhon sous le nom de Kapaghan Kaghan. Il porte à son apogée l'empire des T’ou-kiue orientaux (691-716).

## Sources
- René Grousset, L’empire des steppes, Attila, Gengis-Khan, Tamerlan, Paris, Payot, 1938, quatrième édition, 1965, (.pdf) 669 (présentation en ligne, lire en ligne)
- A history of Russia, Central Asia, and Mongolia, par David Christian Éditeur Wiley-Blackwell, 1998  (ISBN 0631208143 et 9780631208143)